# Synagoge (Pleß)
Koordinaten: 49° 58′ 37,2″ N, 18° 56′ 31,2″ O

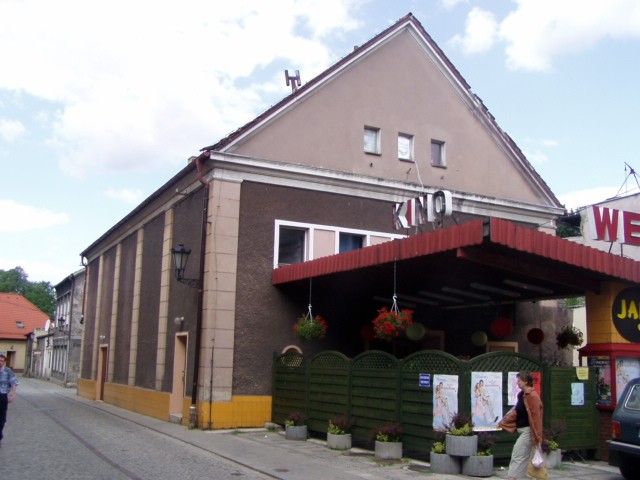
Synagogengebäude in Pleß

Die ehemalige Synagoge in Pleß (polnisch Pszczyna), einer Stadt im Süden Polens in der Woiwodschaft Schlesien, wurde 1835 errichtet.

## Geschichte
Zu Beginn des Zweiten Weltkriegs wurde das Gebäude in Brand gesetzt, das Feuer wurde jedoch wegen der Gefahr einer Ausbreitung schnell gelöscht. Um 1941, zur Zeit der deutschen Besetzung, wurde die Synagoge in ein damals modernes Kino umgebaut. Nach Kriegsende diente das Gebäude weiterhin als Kino und trug den Namen Venus.
Das Synagogengebäude aus Backstein wurde auf einem rechteckigen Grundriss errichtet. Ursprünglich befand sich die Hauptgebetshalle im östlichen Teil und war auf drei Seiten von Frauenemporen umgeben. Von der ehemaligen Dekoration sind nur noch zwei Pilasterköpfe an der Westwand erhalten. Seit Juni 2016 beherbergt die profanierte Synagoge einen sogenannten „Escape room“ für Unterhaltungszwecke.